# Rod White
Rodney E. "Rod" White (* 1. März 1977 in Sharon, Pennsylvania) ist ein ehemaliger US-amerikanischer Bogenschütze und Olympiasieger.

## Werdegang
Bei den Weltmeisterschaften 1995 in Jakarta gewann Rod White im Mannschaftswettbewerb zusammen mit Jay Barrs, Richard McKinney und Lonny King die Bronzemedaille und wurde im gleichen Jahr Hallenweltmeister mit dem US-Team. Ein Jahr später nahm White an den Olympischen Sommerspielen 1996 in Atlanta teil und gewann zusammen mit Justin Huish und Butch Johnson im Mannschaftswettbewerb die Goldmedaille. Im Einzelwettbewerb belegte er Platz 24. Vier Jahre später gewann er bei den Olympischen Sommerspielen 2000 in Sydney im Mannschaftswettbewerb zusammen mit Butch Johnson und Vic Wunderle die Bronzemedaille hinter Südkorea und Italien. Im Einzelwettbewerb war er mit Platz 26 erneut jenseits der Top 20.
Rod White lebt heute in Mount Pleasant, Iowa. Seine Hobby ist die Jagd.